# マーティン・ダグレニアー
マーティン・ダグレニアー（Martine Dugrenier, 1979年6月12日 - ）は、カナダのケベック州モントリオール出身の女子レスリング選手。
2008年の北京オリンピックでは63キロ級に出場し、1回戦でハンガリーのマリアンナ・サステイン、2回戦で中国の許海燕に勝利したものの、この種目2連覇を狙う日本の伊調馨に敗れ、3位決定戦でもアメリカのランディ・ミラーに敗れた。2008年のレスリング世界選手権では67キロ級に出場し決勝で日本の新海真美を破り優勝した。